# Marek Jóźków

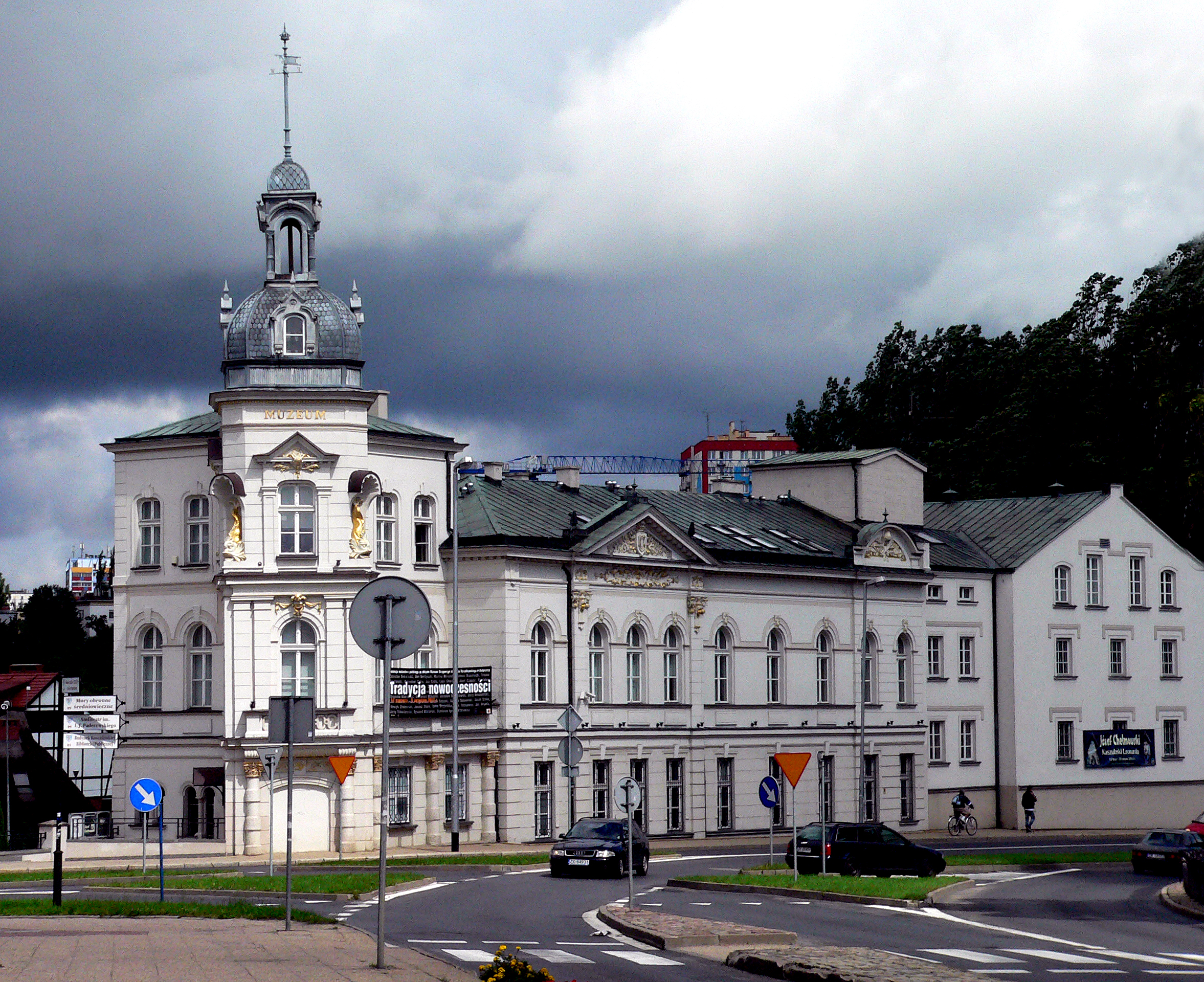
Foto: Marek Jóźków

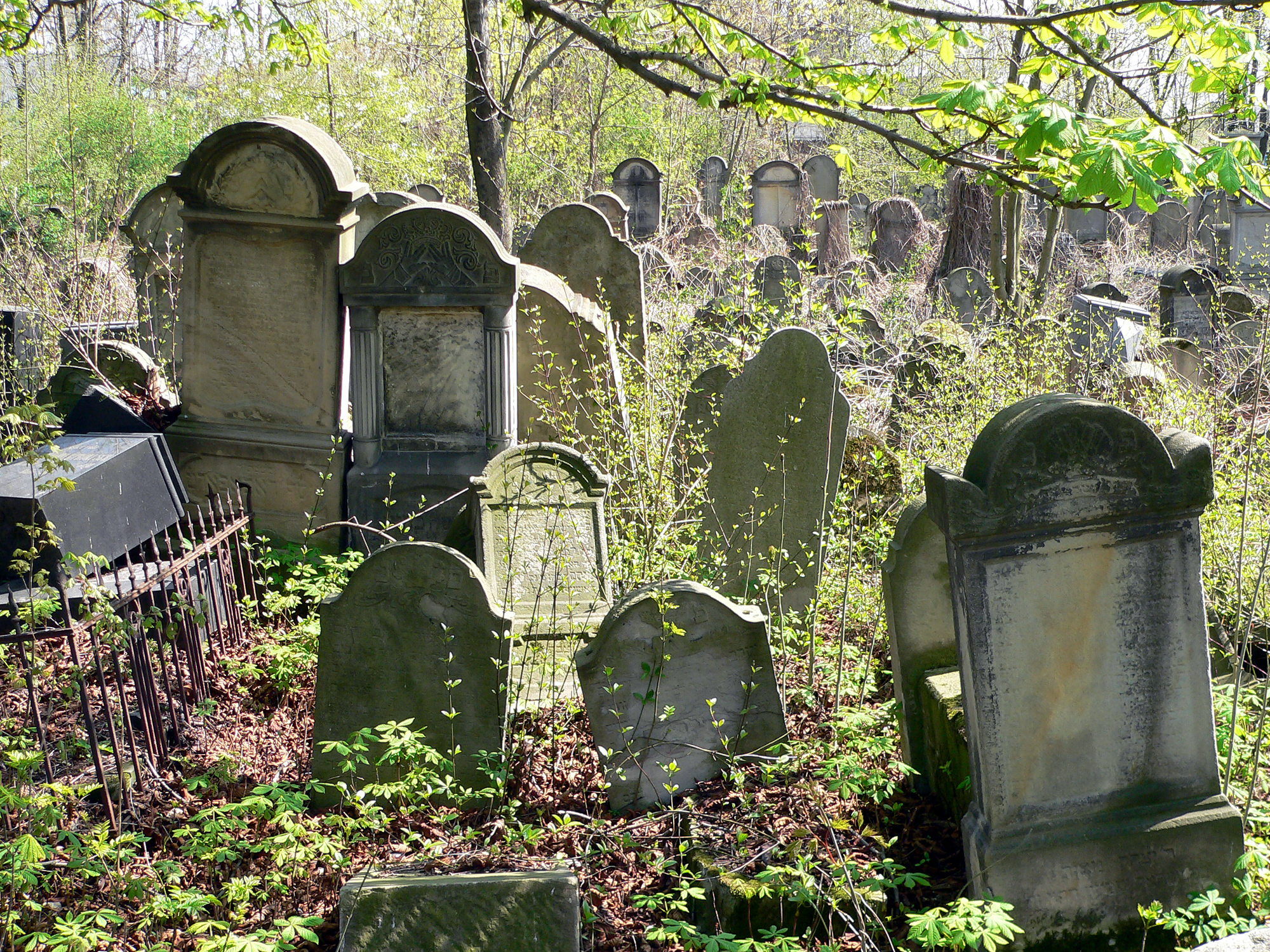
Foto: Marek Jóźków

Marek Jóźków (ur. w Działdowie) – polski artysta fotograf. Członek rzeczywisty i prezes Zarządu Koszalińskiego Towarzystwa Fotograficznego (późniejszego Bałtyckiego Towarzystwa Fotograficznego). Inicjator oraz współtwórca Międzynarodowych Przeglądów Fotografii Złota Muszla.

## Życiorys
Marek Jóźków jest absolwentem Państwowego Liceum Sztuk Plastycznych w Gdyni Orłowie. Związany z zachodniopomorskim środowiskiem fotograficznym – mieszka i tworzy w Koszalinie. Fotografuje od początku lat 60. XX wieku. Miejsce szczególne w jego twórczości zajmowała fotografia krajobrazowa fotografia pejzażowa, fotografia reklamowa oraz fotografia reportażowa – przez kilka lat pracował jako fotoreporter w Gońcu Pomorskim – gazecie codziennej Pomorza Zachodniego. Obecnie dużą część swojej twórczości poświęca fotografii przyrodniczej. 
Marek Jóźków jest autorem i współautorem wielu wystaw fotograficznych w Polsce i za granicą. Jego fotografie prezentowane na wystawach pokonkursowych – m.in. w Australii, Austrii, Brazylii, Danii, Finlandii, Francji, Kanadzie, Luksemburgu, we Włoszech, na Tajwanie, w Zambii oraz w Polsce – otrzymały wiele akceptacji, medali, nagród, wyróżnień, listów gratulacyjnych. W 1996 roku był pomysłodawcą, współtwórcą i kuratorem cyklicznych Przeglądów Fotografii Złota Muszla w Koszalinie – we współpracy z Bałtyckim Towarzystwem Fotograficznym. Od 2000 roku przegląd ma charakter międzynarodowy. 
W 1998 roku Marek Jóźków został przyjęty w poczet członków rzeczywistych Fotoklubu Rzeczypospolitej Polskiej Stowarzyszenia Twórców (legitymacja nr 176). Decyzją Komisji Kwalifikacji Zawodowych Fotoklubu RP, otrzymał dyplom stwierdzający posiadanie kwalifikacji do wykonywania zawodu artysty fotografa, fotografika. 
Wielokrotnie uczestniczył w pracach jury, w konkursach fotograficznych. Był nauczycielem fotografii w Państwowym Ognisku Kultury Plastycznej w Koszalinie oraz w sekcji fotografii Spółdzielni Mieszkaniowej Na skarpie. W latach 2005–2007 pełnił funkcję członka Rady Kultury przy Prezydencie Miasta Koszalina. Kilkakrotnie został wyróżniony nagrodą Prezydenta Miasta Koszalina. W działalności Fotoklubu RP uczestniczył do 2021.

## Odznaczenia
- Odznaka honorowa „Zasłużony dla Kultury Polskiej”[1]
- Srebrny Medal „Zasłużony dla Fotografii Polskiej”[11]
- Złoty Krzyż Zasługi[1]